# ボルボ・カーズ・オープン
チャールストン・オープンは、毎年4月上旬にアメリカ合衆国サウスカロライナ州チャールストンで行われるテニストーナメントである。
2000年まではヒルトン・ヘッドで開催されていた。2015年まではファミリー・サークル・カップ（Family Circle Cup）で女性雑誌のファミリー・サークルが主催していた。2020年大会は新型コロナウイルス感染症の影響により中止された。

## 大会歴代優勝者

### シングルス
| 年     | 優勝者                           | 準優勝者                         | 決勝結果      |
| ------ | -------------------------------- | -------------------------------- | ------------- |
| 1973年 | ロージー・カザルス               | ナンシー・リッチー               | 3-6, 6-1, 7-5 |
| 1974年 | クリス・エバート                 | ケリー・レイド                   | 6-1, 6-3      |
| 1975年 | クリス・エバート                 | マルチナ・ナブラチロワ           | 7-5, 6-4      |
| 1976年 | クリス・エバート                 | ケリー・レイド                   | 6-2, 6-2      |
| 1977年 | クリス・エバート                 | ビリー・ジーン・キング           | 6-0, 6-1      |
| 1978年 | クリス・エバート                 | ケリー・レイド                   | 6-2, 6-0      |
| 1979年 | トレーシー・オースチン           | ケリー・レイド                   | 7-6, 7-6      |
| 1980年 | トレーシー・オースチン           | レジナ・マルシコワ               | 3-6, 6-1, 6-0 |
| 1981年 | クリス・エバート                 | パム・シュライバー               | 6-3, 6-2      |
| 1982年 | マルチナ・ナブラチロワ           | アンドレア・イエガー             | 6-4, 6-2      |
| 1983年 | マルチナ・ナブラチロワ           | トレーシー・オースチン           | 5-7, 6-1, 6-0 |
| 1984年 | クリス・エバート                 | クラウディア・コーデ＝キルシュ   | 6-2, 6-3      |
| 1985年 | クリス・エバート                 | ガブリエラ・サバティーニ         | 6-4, 6-0      |
| 1986年 | シュテフィ・グラフ               | クリス・エバート                 | 6-4, 7-5      |
| 1987年 | シュテフィ・グラフ               | マニュエラ・マレーバ             | 6-2, 4-6, 6-3 |
| 1988年 | マルチナ・ナブラチロワ           | ガブリエラ・サバティーニ         | 6-1, 4-6, 6-4 |
| 1989年 | シュテフィ・グラフ               | ナタリア・ズベレワ               | 6-1, 6-1      |
| 1990年 | マルチナ・ナブラチロワ           | ジェニファー・カプリアティ       | 6-2, 6-4      |
| 1991年 | ガブリエラ・サバティーニ         | レイラ・メスヒ                   | 6-1, 6-1      |
| 1992年 | ガブリエラ・サバティーニ         | コンチタ・マルチネス             | 6-1, 6-4      |
| 1993年 | シュテフィ・グラフ               | アランチャ・サンチェス・ビカリオ | 7-6, 6-1      |
| 1994年 | コンチタ・マルティネス           | ナターシャ・ズベレワ             | 6-4, 6-0      |
| 1995年 | コンチタ・マルティネス           | マグダレナ・マレーバ             | 6-1, 6-1      |
| 1996年 | アランチャ・サンチェス・ビカリオ | バルバラ・パウルス               | 6-2, 2-6, 6-2 |
| 1997年 | マルチナ・ヒンギス               | モニカ・セレシュ                 | 3-6, 6-3, 7-6 |
| 1998年 | アマンダ・クッツァー             | イリナ・スピールリア             | 6-3, 6-4      |
| 1999年 | マルチナ・ヒンギス               | アンナ・クルニコワ               | 6-4, 6-3      |
| 2000年 | マリー・ピエルス                 | アランチャ・サンチェス・ビカリオ | 6-1, 6-0      |
| 2001年 | ジェニファー・カプリアティ       | マルチナ・ヒンギス               | 6-0, 4-6, 6-4 |
| 2002年 | イバ・マヨリ                     | パティ・シュナイダー             | 6-3, 6-4      |
| 2003年 | ジュスティーヌ・エナン＝アーデン | セリーナ・ウィリアムズ           | 7-6, 6-4      |
| 2004年 | ビーナス・ウィリアムズ           | コンチタ・マルティネス           | 2-6, 6-2, 6-1 |
| 2005年 | ジュスティーヌ・エナン＝アーデン | エレーナ・デメンチェワ           | 7-5, 6-4      |
| 2006年 | ナディア・ペトロワ               | パティ・シュナイダー             | 6-3, 4-6, 6-1 |
| 2007年 | エレナ・ヤンコビッチ             | ディナラ・サフィナ               | 6-2, 6-2      |
| 2008年 | セリーナ・ウィリアムズ           | ベラ・ズボナレワ                 | 6-4, 3-6, 6-3 |
| 2009年 | ザビーネ・リシキ                 | キャロライン・ウォズニアッキ     | 6-2, 6-4      |
| 2010年 | サマンサ・ストーサー             | ベラ・ズボナレワ                 | 6-0, 6-3      |
| 2011年 | キャロライン・ウォズニアッキ     | エレーナ・ベスニナ               | 6–2, 6–3      |
| 2012年 | セリーナ・ウィリアムズ           | ルーシー・サファロバ             | 6–0, 6–1      |
| 2013年 | セリーナ・ウィリアムズ           | エレナ・ヤンコビッチ             | 3–6, 6–0, 6–2 |
| 2014年 | アンドレア・ペトコビッチ         | ヤナ・チェペロバ                 | 7–5, 6–2      |
| 2015年 | アンゲリク・ケルバー             | マディソン・キーズ               | 6–2, 4–6, 7–5 |
| 2016年 | スローン・スティーブンス         | エレーナ・ベスニナ               | 7–6(4), 6–2   |
| 2017年 | ダリア・カサトキナ               | エレナ・オスタペンコ             | 6–3, 6–1, 6–2 |
| 2018年 | キキ・ベルテンス                 | ユリア・ゲルゲス                 | 6–2, 6–1      |
| 2019年 | マディソン・キーズ               | キャロライン・ウォズニアッキ     | 7–6(5), 6–3   |
| 2020年 | 開催中止                         | 開催中止                         | 開催中止      |
| 2021   | Veronika Kudermetova             | Danka Kovinić                    | 6–4, 6–2      |
| 2022   | Belinda Bencic                   | Ons Jabeur                       | 6–1, 5–7, 6–4 |
| 2023   | Ons Jabeur                       | Belinda Bencic                   | 7–6(8–6), 6–4 |
| 2024   | ダニエル・コリンズ               | ダリア・カサトキナ               | 6–2, 6–1      |

### ダブルス
| 年     | 優勝者                                                  | 準優勝者                                                      | 決勝結果              |
| ------ | ------------------------------------------------------- | ------------------------------------------------------------- | --------------------- |
| 1973年 | フランソワーズ・デュール ベティ・ストーブ               | ビリー・ジーン・キング ロージー・カザルス                     | 3-6, 6-4, 6-2         |
| 1974年 | ロージー・カザルス オルガ・モロゾワ                     | ヘレン・グーレイ カレン・クランツケ                           | 6-2, 6-1              |
| 1975年 | イボンヌ・グーラゴング バージニア・ウェード             | ロージー・カザルス オルガ・モロゾワ                           | 4-6, 6-4, 6-2         |
| 1976年 | イラナ・クロス デリナ・アン・ボショフ                   | Kathy Kuykendall Valerie Ziegenfuss                           | 6–3, 6–2              |
| 1977年 | ロージー・カザルス クリス・エバート                     | フランソワーズ・デュール バージニア・ウェード                 | 6-4, 6-2              |
| 1978年 | ビリー・ジーン・キング マルチナ・ナブラチロワ           | グリア・スティーブンス モナ・ゲラント                         | 6-3, 7-5              |
| 1979年 | ロージー・カザルス マルチナ・ナブラチロワ               | フランソワーズ・デュール ベティ・ストーブ                     | 6-4, 7-5              |
| 1980年 | キャシー・ジョーダン アン・スミス                       | キャンディ・レイノルズ ポーラ・スミス                         | 6-2, 6-1              |
| 1981年 | ウェンディ・ターンブル ロージー・カザルス               | ミマ・ヤウソベッツ パム・シュライバー                         | 7-5, 7-5              |
| 1982年 | マルチナ・ナブラチロワ パム・シュライバー               | ジョアン・ラッセル バージニア・ルジッチ                       | 6-1, 6-2              |
| 1983年 | マルチナ・ナブラチロワ キャンディ・レイノルズ           | アンドレア・イエガー ポーラ・スミス                           | 6-2, 6-3              |
| 1984年 | クラウディア・コーデ＝キルシュ ハナ・マンドリコワ       | アン・ホッブズ シャロン・ウォルシュ                           | 7-5, 6-2              |
| 1985年 | ロザリン・フェアバンク パム・シュライバー               | ラリサ・サブチェンコ スベトラナ・パルホメンコ                 | 6-4, 6-1              |
| 1986年 | クリス・エバート・ロイド アン・ホワイト                 | シュテフィ・グラフ キャスリーン・タンビエ                     | 6-3, 6-3              |
| 1987年 | メルセデス・パス エバ・パフ                             | ジーナ・ガリソン ロリ・マクニール                             | 7-6, 7-5              |
| 1988年 | マルチナ・ナブラチロワ ロリ・マクニール                 | クラウディア・コーデ＝キルシュ ガブリエラ・サバティーニ       | 6-2, 2-6, 6-3         |
| 1989年 | マルチナ・ナブラチロワ ハナ・マンドリコワ               | メアリー・ルー・ダニエルズ ウェンディ・ホワイト               | 6-4, 6-1              |
| 1990年 | アランチャ・サンチェス・ビカリオ マルチナ・ナブラチロワ | メルセデス・パス ナターシャ・ズベレワ                         | 6-2, 6-1              |
| 1991年 | クラウディア・コーデ＝キルシュ ナターシャ・ズベレワ     | メアリー・ルー・ダニエルズ リス・グレゴリー                   | 6-4, 6-0              |
| 1992年 | アランチャ・サンチェス・ビカリオ ナターシャ・ズベレワ   | ラリサ・ネーランド ヤナ・ノボトナ                             | 6-4, 6-2              |
| 1993年 | ジジ・フェルナンデス ナターシャ・ズベレワ               | カトリナ・アダムズ マノン・ボーラグラフ                       | 6-3, 6-1              |
| 1994年 | アランチャ・サンチェス・ビカリオ ロリ・マクニール       | ジジ・フェルナンデス ナターシャ・ズベレワ                     | 6-4, 4-1 （途中棄権） |
| 1995年 | ニコル・アレント マノン・ボーラグラフ                   | ジジ・フェルナンデス ナターシャ・ズベレワ                     | 0-6, 6-2, 6-4         |
| 1996年 | アランチャ・サンチェス・ビカリオ ヤナ・ノボトナ         | ジジ・フェルナンデス メアリー・ジョー・フェルナンデス         | 6-2, 6-3              |
| 1997年 | マルチナ・ヒンギス メアリー・ジョー・フェルナンデス     | リンゼイ・ダベンポート ヤナ・ノボトナ                         | 7-5, 4-6, 6-1         |
| 1998年 | コンチタ・マルティネス パトリシア・タラビーニ           | リサ・レイモンド レネ・スタブス                               | 3-6, 6-4, 6-4         |
| 1999年 | エレーナ・リホフツェワ ヤナ・ノボトナ                   | バルバラ・シェット パティ・シュナイダー                       | 6-1, 6-4              |
| 2000年 | ビルヒニア・ルアノ・パスクアル パオラ・スアレス         | コンチタ・マルティネス パトリシア・タラビーニ                 | 7-5, 6-3              |
| 2001年 | リサ・レイモンド レネ・スタブス                         | ビルヒニア・ルアノ・パスクアル パオラ・スアレス               | 5-7, 7-6, 6-3         |
| 2002年 | リサ・レイモンド レネ・スタブス                         | アレクサンドラ・フセ カロリネ・ビス                           | 6-4, 3-6, 7-6         |
| 2003年 | ビルヒニア・ルアノ・パスクアル パオラ・スアレス         | コンチタ・マルティネス ヤネッテ・フサロバ                     | 6-0, 6-3              |
| 2004年 | ビルヒニア・ルアノ・パスクアル パオラ・スアレス         | リサ・レイモンド マルチナ・ナブラチロワ                       | 6-4, 6-1              |
| 2005年 | ビルヒニア・ルアノ・パスクアル コンチタ・マルティネス   | イベタ・ベネソバ クベタ・ペシュケ                             | 6-1, 6-4              |
| 2006年 | リサ・レイモンド サマンサ・ストーサー                   | ビルヒニア・ルアノ・パスクアル メガン・ショーネシー           | 3-6, 6-1, 6-1         |
| 2007年 | 鄭潔 晏紫                                               | 孫甜甜 彭帥                                                   | 7-5, 6-0              |
| 2008年 | 杉山愛 カタリナ・スレボトニク                           | エディナ・ガロビッツ オリガ・ゴボツォワ                       | 6-2, 6-2              |
| 2009年 | ナディア・ペトロワ ベサニー・マテック＝サンズ           | パティ・シュナイダー リガ・デクメイエレ                       | 6-7, 6-2 [11-9]       |
| 2010年 | リーゼル・フーバー ナディア・ペトロワ                   | バニア・キング ミハエラ・クライチェク                         | 6–3, 6-4              |
| 2011年 | サニア・ミルザ エレーナ・ベスニナ                       | ベサニー・マテック＝サンズ メガン・ショーネシー               | 6–4, 6–4              |
| 2012年 | アナスタシア・パブリュチェンコワ ルーシー・サファロバ   | アナベル・メディナ・ガリゲス ヤロスラワ・シュウェドワ         | 5–7, 6–4, [10–6]      |
| 2013年 | クリスティナ・ムラデノビッチ ルーシー・サファロバ       | アンドレア・フラバーチコバ リーゼル・フーバー                 | 6–3, 7–6(6)           |
| 2014年 | アナベル・メディナ・ガリゲス ヤロスラワ・シュウェドワ   | 詹詠然 詹皓晴                                                 | 7–6(4), 6–2           |
| 2015年 | マルチナ・ヒンギス サニア・ミルザ                       | ケーシー・デラクア ダリア・ユラク                             | 6–0, 6–4              |
| 2016年 | キャロリン・ガルシア クリスティナ・ムラデノビッチ       | ベサニー・マテック＝サンズ ルーシー・サファロバ               | 6–2, 7–5              |
| 2017年 | ベサニー・マテック＝サンズ ルーシー・サファロバ         | ルーシー・ハラデツカ カテリナ・シニアコバ                     | 6-1, 4-6, [10-7]      |
| 2018年 | アーラ・クドゥリャフツェワ カタリナ・スレボトニク       | アンドレヤ・クレパーチ マリア・ホセ・マルティネス・サンチェス | 6–3, 6–3              |
| 2019年 | アンナ＝レナ・グローネフェルト アリシア・ロソルスカ     | イリーナ・フロマチェワ ベロニカ・クデルメトワ                 | 7–6(7), 6–2           |
| 2020年 | 開催中止                                                | 開催中止                                                      | 開催中止              |
| 2021   | Nicole Melichar Demi Schuurs                            | Marie Bouzková Lucie Hradecká                                 | 6–2, 6–4              |
| 2022   | Andreja Klepač Magda Linette                            | Lucie Hradecká Sania Mirza                                    | 6–2, 4–6, [10–7]      |
| 2023   | ダニエル・コリンズ Desirae Krawczyk                     | Giuliana Olmos 柴原瑛菜                                       | 0–6, 6–4, [14–12]     |
| 2024   | Ashlyn Krueger Sloane Stephens                          | Lyudmyla Kichenok Nadiia Kichenok                             | 1–6, 6–3, [10–7]      |